# Leptolalax laui
Espèce
Leptolalax laui est une espèce d'amphibiens de la famille des Megophryidae.

## Répartition
Cette espèce est endémique de la république populaire de Chine. Elle se rencontre :
- à Hong Kong ;
- en république populaire de Chine dans la province du Guangdong.

## Description
Les 11 spécimens adultes mâles observés lors de la description originale mesurent entre 24,8 mm et 26,7 mm de longueur standard et le spécimen adulte femelle observé lors de la description originale mesure 28,1 mm de longueur standard.

## Étymologie
Son nom d'espèce lui a été donné en l'honneur de Michael Wai-Neng Lau.

## Publication originale
- Sung, Yang & Wang, 2014 : A new species of Leptolalax (Anura: Megophryidae) from southern China. Asian Herpetological Research, vol. 5, p. 80–90 (texte intégral).